# Dwiroopa ramya
Dwiroopa ramya är en svampart som beskrevs av Subram. & Muthumary 1986. Dwiroopa ramya ingår i släktet Dwiroopa, ordningen Diaporthales, klassen Sordariomycetes, divisionen sporsäcksvampar och riket svampar.   Inga underarter finns listade i Catalogue of Life.